# Nervi trigemin
El nervi trigemin o cinquè parell cranial o nervi cranial V, conté les fibres sensitives i motores, responsables de la sensació a la cara i algunes funcions motores, com ara mossegar, mastegar i empassar. La informació sensorial de la cara i el cos és processat per vies paral·leles en el sistema nerviós central. La divisió motriu del nervi trigemin es deriva de la placa basal de la protuberància embrionària, mentre que la divisió sensorial s'origina en la cresta neural cranial.